# Amphoe Nong Wua So
Amphoe Nong Wua So (in Thai อำเภอ หนองวัวซอ) ist ein Landkreis (Amphoe – Verwaltungs-Distrikt) im Westen der Provinz Udon Thani. Die Provinz Udon Thani liegt im nordwestlichen Teil des Isan, der Nordostregion von Thailand.

## Geographie
Benachbarte Bezirke (von Norden im Uhrzeigersinn): die Amphoe Kut Chap, Mueang Udon Thani und Nong Saeng in der Provinz Udon Thani, Amphoe Khao Suan Kwang der Provinz Khon Kaen, sowie die Amphoe Non Sang und Mueang Nong Bua Lamphu der Provinz Nong Bua Lamphu.

## Geschichte
Nong Wua So wurde am 16. April 1971 zunächst als Unterbezirk (King Amphoe) eingerichtet, indem er vom Amphoe Mueang Udon Thani abgetrennt wurde.
Am 1. April 1974 wurde er zum Amphoe heraufgestuft.

## Verwaltung

### Provinzverwaltung
Amphoe Nong Wua So ist in acht Gemeinden (Tambon) eingeteilt, welche wiederum in 78 Dörfer (Muban) unterteilt sind.
| No. | Name         | Thai      | Dörfer | Einw. |
| --- | ------------ | --------- | ------ | ----- |
| 1.  | Mak Ya       | หมากหญ้า   | 12     | 8.434 |
| 2.  | Nong O       | หนองอ้อ    | 11     | 9.126 |
| 3.  | Up Mung      | อูบมุง      | 10     | 8.461 |
| 4.  | Kut Mak Fai  | กุดหมากไฟ  | 11     | 7.858 |
| 5.  | Nam Phon     | น้ำพ่น      | 08     | 7.012 |
| 6.  | Nong Bua Ban | หนองบัวบาน | 09     | 6.007 |
| 7.  | Non Wai      | โนนหวาย   | 09     | 8.326 |
| 8.  | Nong Wua So  | หนองวัวซอ  | 08     | 7.458 |

### Lokalverwaltung
Es gibt sechs Kleinstädte (Thesaban Tambon) im Landkreis:
- Nong Wua So (เทศบาลตำบลหนองวัวซอ), bestehend aus Teilen der Tambon Nong Wua So und Mak Ya,
- Phu Pha Daeng (เทศบาลตำบลภูผาแดง), bestehend aus Teilen der Tambon Nong O und Non Wai
- Up Mung (เทศบาลตำบลอูบมุง), bestehend aus dem gesamten Tambon Up Mung.
- Non Wai (เทศบาลตำบลโนนหวาย), bestehend aus den restlichen Teilen des Tambon Non Wai,
- Kut Mak Fai (เทศบาลตำบลกุดหมากไฟ), bestehend aus dem ganzen Tambon Kut Mak Fai,
- Nong Bua Ban (เทศบาลตำบลหนองบัวบาน), bestehend aus dem gesamten Tambin Nong Bua Ban und aus weiteren Teilen des Tambon Nong Wua So.

Außerdem gibt es drei „Tambon Administrative Organizations“ (TAO, องค์การบริหารส่วนตำบล – Verwaltungs-Organisationen) für die Tambon im Landkreis, die zu keiner Stadt gehören.